# Маргегай
 Маргегай  (алб. Margegaj) — община в Албании, расположенная на севере страны и северо-западе округа Тропоя.
Община занимает территорию 269,4 км² и относится к области Кукес. На севере граничит с Черногорией, на западе — с округом Шкодер.
Название Маргегай происходит от племени, которое жило в этой местности.
В состав общины входит 10 деревень:
- Dragobia
- Valbona
- Rragami
- Çeremi
- Bradoshnica
- Margegaj
- Koçanaj
- Shoshani
- Paqeja
- Fushë-Lumi.

## Персоналии
- Хаджи Зека (1832—1902) — деятель национально-освободительного движения Албании.